# 熱河省 (中華民國)
熱河省，簡稱熱，省會承德市，是中華民國的省份之一，也是东北四省之一。民國3年（1914年）1月，設熱河特別區。民國17年（1928年）9月，明令改制為省。1949年中華人民共和國成立后，於1955年7月30日廢省。位於目前河北省、遼寧省和內蒙古自治區交界地帶。

## 名稱
熱河为清代地名，名稱源自承德避暑山莊內的溫泉，溫泉水流入武烈河後，武烈河下游在承德市內的部分，在當地冬季寒冷的氣候下也不結冰，蒸汽蒸騰，所以被稱為熱河。

## 地理
熱河中西部是蒙古高原的一部分，東部是平坦寬闊的臺地，全省主要為遼河流域，以西遼河為主，南方還有灤河，東南方有大淩河、小淩河。臺地與河谷丘陵錯綜。

## 管轄範圍

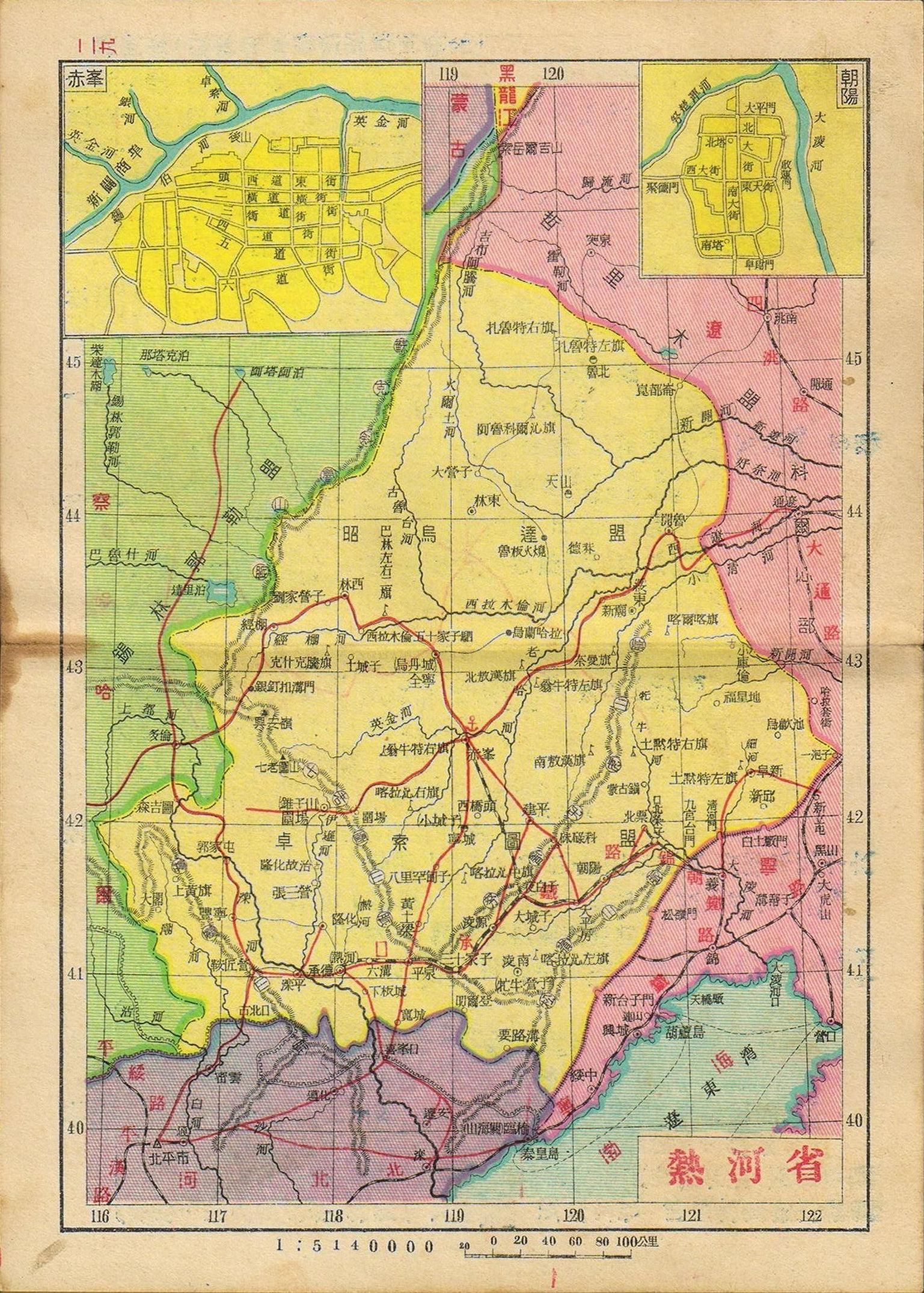
亞新地學社1936年《袖珍中華全圖》的熱河省地圖，此时该地实际上由满洲国统治

1928年9月建省时辖：热河道和承德、丰宁、滦平、隆化、围场、平泉、赤峰、朝阳、凌源、绥东、阜新、建平、林西、经棚、开鲁等15个县及鲁北、林东、天山3个设置局。
全省轄境約相當於今內蒙古自治區赤峰市全境、通遼市大部（科爾沁區以西），遼寧省義縣、錦州市以北，彰武縣以西區域，河北省承德市大部。民國十七年據輿地學社調查，全省面積約14萬7,500平方公里。而據民國二十三年《中華民國新地圖》記載為17萬3,960平方公里。民國三十六年，全省面積為17萬9,982.05平方公里。東接遼寧省、遼北省，西界察哈爾省，南接河北省。

## 人口
民國三十六年（1947年）上半年統計為610萬9,866人，下半年統計為619萬6,974人。

## 歷史
民國初年，熱河地區仍為清廷管轄範圍，以熱河都統管轄熱河地區滿、蒙各族事務，各縣民政則由直隸省兼轄。民國三年（1914年）1月，北洋政府設立熱河特別區，脫離直隸省直屬於民國政府。同年7月，成立熱河道。所轄區域包括原直隸熱河都統管轄的14個縣，另外將內蒙古卓索圖盟的7個旗、昭烏達盟的12個旗併入。
民國十七年（1928年）9月17日國民政府正式公佈將熱河改為省，屬於關外東北四省之一。轄15縣和卓索圖盟、昭烏達盟的共20個旗，省會設在承德縣（現承德市）。由奉系軍閥湯玉麟擔任熱河省主席。
日本關東軍攻佔東三省後，為割斷當地抗日部隊與關內的聯繫，擴大並鞏固滿洲國的疆界，進而蠶食華北，決定攻佔熱河、古北口以東的長城一線，伺機進佔冀東。民國二十二年（1933年）3月熱河省被日滿聯軍佔領，劃入滿洲國，成為其熱河省。
中國抗日戰爭結束後，1945年9月在重庆恢复已经不存在12年的热河省政府。中共控制熱河省全境，國軍由山海關沿北寧線強行北上，一路打到東北的錦州、錦西，並於12月下旬進一步攻克北鎮、黑山、義縣、阜新等地，控制河北與瀋陽之間的鐵路線，隨後，杜聿明下令第十三軍由阜新沿鐵路向西進攻朝陽和熱河。於1946年1月上旬攻克熱河的北票、朝陽、葉柏壽、建平、凌源、平泉等地。在馬歇爾的調停下，國共雙方下達1月停戰令。6月26日停戰有效期剛過，內戰開始爆發，8月，國軍控制承德。
國民政府於民國三十六年（1947年）5月，重新劃定熱河省區域，大致恢復以前的行政區劃。增設寧城縣、淩南縣、魯北縣、天山縣4縣，至此，熱河省轄20縣20旗。
民國三十七年（1948年）5月13日至6月25日，中共華北軍區發動冀熱察戰役，向熱河西部、河北東部挺進，在河北、熱河、察哈爾三省邊界地區及平漢路北段展開運動戰，牽制國軍從華北抽兵增援東北。期間，華北解放軍大量击败國軍，攻克多處城鎮，並在東北野戰軍的配合下切斷平承路、截斷北寧路，對承德形成包圍態勢。11月初，傅作義放棄承德。11月12日，中共進駐省會承德，国民政府的熱河省政府行政機構完全瓦解。

## 行政區劃

### 省會
均治承德縣（今河北省承德市區）。

### 道制
民國二年（1913年），國務院擬設朝陽、赤峰二道，以朝陽道轄朝陽、阜新、建平、綏東4縣，赤峰道轄赤峰、開魯、林西、圍場4縣，但熱河都統未行呈報，因此二道實際並未設立。民國三年（1914年）7月，置熱河道，並任命道尹。民國十七年（1928年）初，隨著北洋政府的垮臺，道制自然撤銷。
熱河道
民國三年（1914年）7月置，道尹為邊要缺，一等，駐承德縣（今承德市）。轄承德、灤平、豐寧、隆化、平泉、淩源、朝陽、阜新、建平、綏東、赤峰、開魯、林西、圍場等14縣及經棚1設治局。民國十七年（1928年）廢。

### 縣、市、設治局
民國三年（1914年）1月，設立熱河特別區，轄14縣1設治局。民國十七年(1928年)9月改置熱河省後，民國二十二年（1933年）3月以前轄有15縣，5設治局。民國三十六年（1947年）5月，國民政府重新劃定熱河省區域，全省轄有20縣20旗：
| 熱河省           | 熱河省           | 熱河省 | 熱河省 | 熱河省                               | 熱河省                                                                                              | 熱河省         | 熱河省 |
| 行政督察區及盟部 | 專署駐地         | 代碼   | 縣等級 | 縣市局                               | 駐地(2023年4月)                                                                                     | 北洋時期       | 沿革 |
| ---------------- | ---------------- | ------ | ------ | ------------------------------------ | --------------------------------------------------------------------------------------------------- | -------------- | --- |
| 省直轄地區       | 省直轄地區       | 25001  | 一等   | 承德縣                               | 熱河（今河北省承德市市區）                                                                          | 熱河道（駐地） | 熱河省會。清代為承德府，民國2年（1913年）2月改制縣。 |
| 省直轄地區       | 省直轄地區       | 25002  | 三等   | 灤平縣                               | 喀喇河屯（今河北省承德市雙灤區西南灤河鎮）                                                          | 熱河道         | |
| 省直轄地區       | 省直轄地區       | 25003  | 二等   | 平泉縣                               | 八溝（今河北省平泉市西南平泉鎮）                                                                    | 熱河道         | 清代為平泉州，民國2年（1913年）2月改制縣。滿洲國時期裁撤併入青龍縣、喀喇沁中旗。民國34年（1945年）國民政府接收後恢復縣制。 |
| 省直轄地區       | 省直轄地區       | 25004  | 三等   | 隆化縣                               | 唐三營（今河北省隆化縣北唐三營鎮）                                                                  | 熱河道         | |
| 省直轄地區       | 省直轄地區       | 25005  | 三等   | 豐寧縣                               | 四旗（今河北省豐寧滿族自治縣東鳳山鎮）                                                              | 熱河道         | |
| 省直轄地區       | 省直轄地區       | 25006  | 二等   | 凌源縣                               | 塔子溝（今遼寧省凌源市駐地北街街道）                                                                | 熱河道         | 清代為建昌縣，因與江西省縣名重名，民國3年（1914年）1月擬改名塔溝縣，以縣治塔子溝命名，後以縣地處大淩河之源命名。滿洲國時期與凌南縣合併為建昌縣，民國29年（1940年）裁撤併入喀喇沁左旗。民國34年（1945年）國民政府接收後恢復縣制。                                                                   |
| 省直轄地區       | 省直轄地區       | 25007  | 一等   | 朝陽縣                               | 三座塔（今遼寧省朝陽市城區）                                                                        | 熱河道         | 清代為朝陽府直轄地，民國2年（1913年）2月改制縣。滿洲國時期裁撤併入吐默特右旗。民國34年（1945年）國民政府接收後恢復縣制。 |
| 省直轄地區       | 省直轄地區       | 25008  | 二等   | 阜新縣                               | 水泉（今遼寧省阜新市城區）                                                                          | 熱河道         | 滿洲國時期裁縣併入土默特左旗，並析原阜新縣城區置阜新市。民國34年（1945年）國民政府接收後恢復縣制。 |
| 省直轄地區       | 省直轄地區       | 25009  | 二等   | 建平縣                               | 新丘（今遼寧省建平縣北建平鎮）                                                                      | 熱河道         | 滿洲國時期裁撤併入喀喇沁右旗。民國34年（1945年）國民政府接收後恢復縣制。 |
| 省直轄地區       | 省直轄地區       | 25010  | 三等   | 綏東縣                               | 八仙筒（今內蒙古自治區奈曼旗西北八仙筒鎮）                                                          | 熱河道         | 滿洲國康德元年（1934年），撤銷併入奈曼、庫倫二旗。民國34年（1945年），國民政府接收後恢復。 |
| 省直轄地區       | 省直轄地區       | 25011  | 一等   | 赤峰縣 Ulaɣanqada                    | 烏蘭哈達（今內蒙古自治區赤峰市城區）                                                                | 熱河道         | 清代為赤峰直隸州，民國2年（1913年）2月改制縣。滿洲國時期裁撤併入翁牛特右旗。民國34年（1945年）國民政府接收後恢復縣制。 |
| 省直轄地區       | 省直轄地區       | 25012  | 二等   | 開魯縣                               | 開魯（今內蒙古自治區開魯縣駐地開魯鎮）                                                              | 熱河道         | |
| 省直轄地區       | 省直轄地區       | 25013  | 三等   | 林西縣                               | 林西（今內蒙古自治區林西縣駐地林西鎮）                                                              | 熱河道         | |
| 省直轄地區       | 省直轄地區       | 25014  | 二等   | 圍場縣                               | 克勒溝（今河北省圍場滿族蒙古族自治縣東克勒溝鎮） 錐子山鎮（今河北省圍場滿族蒙古族自治縣駐地圍場鎮） | 熱河道         | 清代為圍場廳，民國2年（1913年）2月改制縣。 |
| 省直轄地區       | 省直轄地區       | 25015  | 三等   | 經棚縣                               | 經棚 （今內蒙古自治區克什克騰旗駐地經棚鎮）                                                         | 熱河道         | 民國2年（1913年）（一說民國3年（1914年）7月）由舊直隸省多倫直隸廳白岔司改置經棚設治局，民國3年（1914年）11月30日縣制實施。 滿洲國時期裁撤併入克什克騰旗。民國34年（1945年）國民政府接收後恢復。 |
| 省直轄地區       | 省直轄地區       | 25016  | 三等   | 林東縣                               | 貝子廟（今內蒙古自治區巴林左旗駐地林東鎮）                                                          | 熱河道         | 民國14年（1925年）9月分巴林左右兩旗地析置林東設治局，1932年8月縣制實施。滿洲國時期裁撤併入巴林左翼旗。民國34年（1945年）國民政府接收後恢復。 |
| 省直轄地區       | 省直轄地區       | 25017  | 三等   | 寧城縣                               | 小城子（今內蒙古自治區寧城縣西北小城子鎮）                                                          | (熱河道)       | 民國20年（1931年）2月由平泉縣北部四、五、六3區及喀喇沁中旗、喀喇沁右旗析置大寧設治局，1931年12月易名寧城設治局，滿洲國時期裁撤併入喀喇沁中旗。民國34年（1945年）國民政府接收後恢復縣制，民國36年（1947年）5月改縣。。                                                                              |
| 省直轄地區       | 省直轄地區       | 25018  | 二等   | 凌南縣                               | 牛營子（今遼寧省建昌縣南牤牛營子鄉）                                                                | (熱河道)       | 民國20年（1931年）2月10日由朝陽、凌源2縣析置凌南設治局，民國22年（1933）年3月2日，日本佔領凌南，在建昌鎮成立凌南地方維持會，並裁撤凌南設治局。8月撤銷維持會，恢復設治局，9月縣制實施。1937年與凌源縣合併為建昌縣，民國29年（1940年）裁撤併入喀喇沁左旗。民國34年（1945年）國民政府接收後恢復縣制。 |
| 省直轄地區       | 省直轄地區       | 25019  | 三等   | 天山縣                               | 昆都（今內蒙古自治區阿魯科爾沁旗西北坤都鎮） 查干浩套（今內蒙古自治區阿魯科爾沁旗駐地天山鎮）       | 熱河道         | 民國15年（1926年）7月析阿魯科爾沁旗置天山設治局。滿洲國時期裁撤併入阿魯科爾沁旗。民國34年（1945年）國民政府接收後恢復設治局建制。民國36年（1947年）5月縣制實施。 |
| 省直轄地區       | 省直轄地區       | 25020  | 三等   | 魯北縣                               | 北平鎮（今內蒙古自治區扎魯特旗駐地魯北鎮）                                                          | 熱河道         | 民國13年（1924年）2月析開鲁縣置魯北設治局。滿洲國時期裁撤併入扎魯特左旗、右旗。民國34年（1945年）國民政府接收後恢復設治局建制，民國36年（1947年）5月縣制實施。 |
| 昭烏達盟 Juu Uda | 昭烏達盟 Juu Uda | 25101  | 不適用 | 巴林左翼旗 Baγarin ǰegün qosiγu      | 林東（今內蒙古自治區巴林左旗駐地林東鎮）                                                            | 熱河道         | |
| 昭烏達盟 Juu Uda | 昭烏達盟 Juu Uda | 25102  | 不適用 | 巴林右翼旗 Baγarin baraγun qosiγu    | 大板上（今內蒙古自治區巴林右旗駐地巴彥琥碩鎮）                                                      | 熱河道         | |
| 昭烏達盟 Juu Uda | 昭烏達盟 Juu Uda | 25103  | 不適用 | 奈曼旗 Naiman qosiγu                 | 今內蒙古自治區奈曼旗駐地大沁他拉鎮                                                                  | 熱河道         | |
| 昭烏達盟 Juu Uda | 昭烏達盟 Juu Uda | 25104  | 不適用 | 敖汗左翼旗 Auqan ǰegün qosiγu        | 今內蒙古自治區敖漢旗駐地新惠鎮                                                                      | 熱河道         | |
| 昭烏達盟 Juu Uda | 昭烏達盟 Juu Uda | 25105  | 不適用 | 敖汗右翼旗 Auqan baraγun qosiγu      | 四道灣子（今內蒙古自治區敖漢旗西北四道灣子鎮）                                                      | 熱河道         | |
| 昭烏達盟 Juu Uda | 昭烏達盟 Juu Uda | 25106  | 不適用 | 敖汗南旗                             | 今內蒙古自治區敖漢旗東北上敖套海附近                                                                | 熱河道         | 民國十一年（1922年）析敖漢左旗置。 |
| 昭烏達盟 Juu Uda | 昭烏達盟 Juu Uda | 25107  | 不適用 | 翁牛特左翼旗 Ongniγud ǰegün qosiγu   | 西王府（今內蒙古自治區赤峰市牛家營子）                                                              | 熱河道         | |
| 昭烏達盟 Juu Uda | 昭烏達盟 Juu Uda | 25108  | 不適用 | 翁牛特右翼旗 Ongniγud baraγun qosiγu | 巴彥呼舒（今內蒙古自治區翁牛特旗駐地烏丹鎮東北）                                                    | 熱河道         | |
| 昭烏達盟 Juu Uda | 昭烏達盟 Juu Uda | 25109  | 不適用 | 阿魯科爾沁旗 Aru qorčin qosiγu       | 昆都（今內蒙古自治區阿魯科爾沁旗西北坤都鎮）                                                        | 熱河道         | |
| 昭烏達盟 Juu Uda | 昭烏達盟 Juu Uda | 25110  | 不適用 | 喀爾喀左翼旗 Xalxa ǰegün qosiγu      | 今內蒙古自治區奈曼旗東朝古台蘇木                                                                    | 熱河道         | |
| 昭烏達盟 Juu Uda | 昭烏達盟 Juu Uda | 25111  | 不適用 | 札魯特左翼旗 J̌arud ǰegün qosiγu      | 今內蒙古自治區扎魯特旗東                                                                            | 熱河道         | 滿洲國時期與札魯特右翼旗合併為札魯特旗。民國34年（1945年）國民政府接收後恢復。 |
| 昭烏達盟 Juu Uda | 昭烏達盟 Juu Uda | 25112  | 不適用 | 札魯特右翼旗 J̌arud baraγun qosiγu    | 今內蒙古自治區扎魯特旗駐地魯北鎮                                                                    | 熱河道         | 滿洲國時期與札魯特左翼旗合併為札魯特旗。民國34年（1945年）國民政府接收後恢復。 |
| 昭烏達盟 Juu Uda | 昭烏達盟 Juu Uda | 25113  | 不適用 | 克什克騰旗 Kesigten qosiγu           | 經棚（今內蒙古自治區克什克騰旗駐地經棚鎮）                                                          | 熱河道         | |
| 卓索圖盟 Josutu  | 卓索圖盟 Josutu  | 25201  | 不適用 | 喀喇沁左翼旗 Qaračin ǰegün qosiγu    | 公營子（遼寧省喀喇沁左翼蒙古族自治縣南公營子鎮）                                                    | 熱河道         | 俗稱南公旗 |
| 卓索圖盟 Josutu  | 卓索圖盟 Josutu  | 25202  | 不適用 | 喀喇沁中旗 Qaračin dumdadu qosiγu    | 大城子（今內蒙古自治區寧城縣西北大城子鎮）                                                          | 熱河道         | 俗稱馬公旗 |
| 卓索圖盟 Josutu  | 卓索圖盟 Josutu  | 25203  | 不適用 | 喀喇沁右翼旗 Qaračin baraγun qosiγu  | 喀喇沁王府（今內蒙古自治區喀喇沁旗西南王爺府鎮）                                                    | 熱河道         | 俗稱王旗 |
| 卓索圖盟 Josutu  | 卓索圖盟 Josutu  | 25204  | 不適用 | 土默特左翼旗 Tümed ǰegün qosiγu      | 蒙古營（遼寧省阜新蒙古族自治縣西王府鎮）                                                            | 熱河道         | 俗稱蒙古真旗 |
| 卓索圖盟 Josutu  | 卓索圖盟 Josutu  | 25205  | 不適用 | 土默特中旗 Tümed dumdadu qosiγu      | 北票街（今遼寧省北票市）                                                                            | 熱河道         | |
| 卓索圖盟 Josutu  | 卓索圖盟 Josutu  | 25206  | 不適用 | 土默特右翼旗 Tümed baraγun qosiγu    | 黑城子（今遼寧省北票市東北黑城子鎮）                                                                | 熱河道         | |
| 卓索圖盟 Josutu  | 卓索圖盟 Josutu  | 25207  | 不適用 | 唐古特喀爾喀旗                       | 唐圖哈拉哈王府（今內蒙古自治區庫倫旗西南格爾林蘇木）                                                | 熱河道         | |
| 卓索圖盟 Josutu  | 卓索圖盟 Josutu  | 25208  | 不適用 | 錫埒圖庫倫旗                         | 庫倫（今內蒙古自治區庫倫旗駐地庫倫鎮）                                                              | 熱河道         | 俗稱小庫倫旗 |
| 其他             | 其他             | 不適用 | 不適用 | 全寧縣                               | 烏丹城（今內蒙古自治區翁牛特旗駐地烏丹鎮）                                                          | (熱河道)       | 民國二十年（1931年）析赤峰縣地置全寧設治局，同年改置為縣。次年裁撤。 |

## 行政區劃年表
| 熱河省行政區劃年表                                                        |          |    |    |    |      | |
| 說明：「?」表示不能確定其發生年份或月份，故放於最有可能的一年內，詳見注釋 |          |    |    |    |      | |
| 西元                                                                      | 民國紀元 | 縣 | 市 | 局 | 其他 | 行政區劃變更 |
| 1914年                                                                    | 民國3年  | 15 |    |    |      | - 直隸省承德縣來隸（1月） - 直隸省灤平縣來隸（1月） - 直隸省平泉縣來隸（1月） - 直隸省隆化縣來隸（1月） - 直隸省豐寧縣來隸（1月） - 直隸省建昌縣來隸（1月） - 直隸省朝陽縣來隸（1月） - 直隸省阜新縣來隸（1月） - 直隸省建平縣來隸（1月） - 直隸省綏東縣來隸（1月） - 直隸省赤峰縣來隸（1月） - 直隸省開魯縣來隸（1月） - 直隸省林西縣來隸（1月） - 直隸省圍場縣來隸（1月） - 析直隸省多倫直隸廳置經棚設治局（7月） - 改經棚設治局為經棚縣（11月） |
| 1915年                                                                    | 民國4年  | 15 |    |    |      | |
| 1916年                                                                    | 民國5年  | 15 |    |    |      | |
| 1917年                                                                    | 民國6年  | 15 |    |    |      | |
| 1918年                                                                    | 民國7年  | 15 |    |    |      | |
| 1919年                                                                    | 民國8年  | 15 |    |    |      | |
| 1920年                                                                    | 民國9年  | 15 |    |    |      | |
| 1921年                                                                    | 民國10年 | 15 |    |    |      | |
| 1922年                                                                    | 民國11年 | 15 |    |    |      | |
| 1923年                                                                    | 民國12年 | 15 |    |    |      | |
| 1924年                                                                    | 民國13年 | 15 |    | 1  |      | - 析開魯置魯北設治局（2月） |
| 1925年                                                                    | 民國14年 | 15 |    | 2  |      | - 析巴林左、右二旗置林東設治局（9月） |
| 1926年                                                                    | 民國15年 | 15 |    | 3  |      | - 析阿魯科爾沁旗置天山設治局（7月） |
| 1927年                                                                    | 民國16年 | 15 |    | 3  |      | |
| 1927年                                                                    | 民國16年 | 15 |    | 3  |      | |
| 1928年                                                                    | 民國17年 | 15 |    | 3  |      | |
| 1929年                                                                    | 民國18年 | 15 |    | 3  |      | |
| 1930年                                                                    | 民國19年 | 15 |    | 3  |      | |
| 1931年                                                                    | 民國20年 | 15 |    | 6  |      | - 析平泉縣、喀喇沁中、右二旗置寧城設治局（2月） - 析朝陽、凌源二縣置凌南設治局（2月） - 析赤峰縣置全寧設治局（?月） |
| 1932年                                                                    | 民國21年 | 16 |    | 4  |      | - 改林東設治局為林東縣（8月） - 撤全寧設治局（?月） |
| 1933年                                                                    | 民國22年 | 16 |    | 4  |      | |
| 1934年                                                                    | 民國23年 | 16 |    | 4  |      | |
| 1935年                                                                    | 民國24年 | 16 |    | 4  |      | |
| 1936年                                                                    | 民國25年 | 16 |    | 4  |      | |
| 1937年                                                                    | 民國26年 | 16 |    | 4  |      | |
| 1938年                                                                    | 民國27年 | 16 |    | 4  |      | |
| 1939年                                                                    | 民國28年 | 16 |    | 4  |      | |
| 1940年                                                                    | 民國29年 | 16 |    | 4  |      | |
| 1941年                                                                    | 民國30年 | 16 |    | 4  |      | |
| 1942年                                                                    | 民國31年 | 16 |    | 4  |      | |
| 1943年                                                                    | 民國32年 | 16 |    | 4  |      | |
| 1944年                                                                    | 民國33年 | 16 |    | 4  |      | |
| 1945年                                                                    | 民國34年 | 17 |    | 3  |      | - 改凌源設治局為凌源縣（?月） |
| 1946年                                                                    | 民國35年 | 17 |    | 3  |      | |
| 1947年                                                                    | 民國36年 | 20 |    |    |      | - 改寧城設治局為寧城縣（5月） - 改天山設治局為天山縣（5月） - 改魯北設治局為魯北縣（5月） |
| 1948年                                                                    | 民國37年 | 20 |    |    |      | |
| 1949年                                                                    | 民國38年 | 20 |    |    |      | |

## 政府

### 北洋政府時期（1912-1928）
熱河都統
- 熊希齡：1912年4月 - 1913年7月
- 姜桂題：1913年8月 - 1921年9月（署理）
- 汲金純：1921年9月 - 1922年5月
- 王懷慶：1922年5月 - 1924年7月
- 米振標：1924年7月 - 12月（署理）
- 闞朝璽：1924年12月 - 1925年12月
- 宋哲元：1925年12月 - 1926年4月
- 湯玉麟：1926年4月 - 1928年12月（至1927年8月署理）

### 國民政府時期（1928-1948）
熱河省政府主席
- 湯玉麟（1928年12月－1933年3月）
- 繆澄流（1940年5月3日－1941年12月）
- 劉多荃（1941年12月9日－1948年2月）
- 范漢傑（1948年2月18日－1948年6月）省民政厅厅长于国桢代理
- 孫渡（1948年6月22日－1948年11月）

## 参見
- 熱河戰役